# كأس الإنتركونتيننتال 1969
كأس الإنتركونتيننتال 1969 (بالإنجليزية: 1969 Intercontinental Cup) هو الموسم 10 من  كأس الإنتركونتيننتال. أقيم خلال الفترة 8 أكتوبر 1969 وحتى 22 أكتوبر 1969، وفاز فيه إيه سي ميلان.